# Philippe Dusseau
Philippe Dusseau est un acteur français.

## Filmographie

### Cinéma
- 2010 : Low Cost : Dominique
- 2010 : L'Homme qui voulait vivre sa vie : Emmanuel
- 2013 : Le Sens de l'humour : l'anesthésiste
- 2013 : Le Dragon et le Phénix : un homme
- 2014 : Les Souvenirs : le voisin
- 2014 : La Famille Bélier : le président du jury
- 2016 : Five : l'agent immobilier
- 2016 : Ils sont partout : le maire de Drancy
- 2016 : Les Derniers Parisiens : le client du sex-shop
- 2017 : Numéro une : Matthieu Rivas
- 2018 : Krank : le père de Paul
- 2018 : Lola et ses frères : le maire d'Angoulême
- 2018 : K contraire : le vétérinaire
- 2019 : Je promets d'être sage : Stéphane Guichard, le pharmacien
- 2019 : Damien veut changer le monde : Le procureur
- 2020 : Belle Fille : le client de l'atelier
- 2020 : Les Apparences : Bertrand
- 2020 : Mandibules : Michel Michel
- 2020 : De Gaulle : Jacques Corbin
- 2021 : Mystère à Saint-Tropez : Jacques Chirac
- 2021 : Eugénie Grandet : le créancier
- 2021 : Les Promesses : Le secrétaire général de l'Elysée
- 2022 : Les Vieux Fourneaux 2 : Bons pour l'asile : M. Vidal
- 2022 : Simone, le voyage du siècle : Jacques Chirac
- 2022 : Rue des dames : Client VTC
- 2023 : Daaaaaalí ! : Pablo
- 2024 : Le Tableau volé : Damien Van Hoove
- 2025 : Les Tuche : God Save the Tuche : Gordon

### Télévision
- 2011-2012 : Le Jour où tout a basculé : Francis Monin et Charles (2 épisodes)
- 2012 : L'Innocent : le deuxième procureur du tribunal
- 2013 : Boulevard du Palais : Pierre Divignat (1 épisode)
- 2013 : La Dernière Campagne : Pierre Giacometti
- 2014 : Les Dames : Charlie (1 épisode)
- 2014 : Les tourtereaux divorcent : Christian Fèvre
- 2014 : Origines : le procureur (6 épisodes)
- 2014 : Fais pas ci, fais pas ça : M. Lombart (saison 7 épisode 6)
- 2014 : Plus belle la vie : Thierry Delport (5 épisodes)
- 2015 : Joséphine, ange gardien : l'acheteur (1 épisode)
- 2015 : Merci pour tout, Charles : Pierre-Étienne
- 2017 : Le Fusible : François Cordel
- 2017-2018 : Le Chalet : Philippe Personnaz (6 épisodes)
- 2018 : Nox : Lussaux (1 épisode)
- 2018 : Mystère à l'Élysée : Maurice Falone
- 2019 : Collection Fred Vargas : Dr Winkler (1 épisode)
- 2019 : Family Business : M. Cendron, Ministre de la Santé (6 épisodes)
- 2019 : Peplum : Père Jonathan
- 2019-2021 : Têtard : Philippe et le père d'Emma (2 épisodes)
- 2020 : Validé : Étienne Moreau (1 épisode)
- 2020 : Il était une fois à Monaco : le directeur de l'hôtel
- 2020 : Meurtres à la Pointe du Raz : un gendarme
- 2021 : Intraitable : Commissaire Audran
- 2021 : Clem : l'obstétricien (1 épisode)
- 2021 : César Wagner d'Antoine Garceau, épisode 4 Tout l'or du Rhin : Rodolphe Zimmer
- 2021 : Le crime lui va si bien  de Stéphane Kappes (série France 2) Épisode 2 Un caveau pour deux : Aymeric d'Abricourt
- 2023 : La Vie devant toi de Sandrine Veysset : Constantin Le Goff
- 2023 : Tapie de Tristan Séguéla
- 2023 : Machine de Fred Grivois : Ministre
- 2025 : Le Crime de la tour Eiffel de Julien Seri : Guillaume Fabre

### Doublage
- 2022 : Machos Alfa : voix additionnelles[1]

## Théâtre
- Don Juan d'André Obey, mise en scène de Michel Mouterot
- Le Tourbillon de Cavendish d'Héctor Cabello Reyes, mise en scène de l'auteur
- L'Île de la raison de Marivaux, mise en scène de Geneviève Bigueure
- La Colonie de Marivaux, mise en scène de Geneviève Bigueure
- L'Île des esclaves de Marivaux, mise en scène de Geneviève Bigueure
- L'Oiseau des tempêtes de Philippe Pourxet, mise en scène de l’auteur
- Histoire à coucher dehors, mise en scène de Pierre Antoine Grandry
- Récit d'un inconnu d'Anton Tchekhov, mise en scène de Maurice Attias
- George Dandin ou le Mari confondu de Molière, mise en scène de Héctor Cabello Reyes
- Happy Bad Day de Julien Gaetner, mise en scène de Nicolas Tarrin
- À gauche en sortant de l'ascenseur de Gérard Lauzier, mise en scène d'Arthur Jugnot
- Le Fusible de Sylvain Meyniac, mise en scène d'Arthur Jugnot
- Balance ton père de Soren Prevost, mise en scène de Philippe Leliève
- 2024 : Vive le vent de Philippe Lelièvre, mise en scène de l'auteur, théâtre de la Tour Eiffel